# Ectoedemia lacrimulae
Stigmella lacrimulae là một loài bướm đêm thuộc họ Nepticulidae. Nó là loài duy nhất được tìm thấy ở miền tây part of the Kopet Dag ridge in Turkmenistan.
Chiều dài cánh trước là 3.6-3.8 mm đối với con đực và down to 3.2 mm đối với con cái. Con trưởng thành bay từ tháng 5 đến tháng 6.